# Республиканская партия Туркменистана
Республиканская партия Туркменистана (Türkmenistanyň Respublikan partiýasy) — политическая партия, деятельность которой запрещена на территории Туркменистана.

## История
Первым политиком, изгнанным из независимого Туркменистана, был Авды Кулиев, первый министр иностранных дел страны и член президентского совета с 1990 по 1992 год. В июне 1992 года он подал в отставку и направился в Москву. Здесь он основал Фонд Туркменистана. В 1997 году Фонд был преобразован в «Объединенную демократическую оппозицию Туркменистана».
Когда по стране прокатилась волна репрессий, оппозиция в изгнании стала ещё разнообразнее. Другой крупный политический деятель — бывший глава МИД Борис Шихмурадов — покинул страну в ноябре 2001 года. Он отказался присоединиться с т. н. «старой оппозиции» и создал собственную политическую группу — «Народное демократическое движение Туркменистана». Шихмурадов позиционировал себя как либерала и старался поддерживать тесные связи с Западом. После покушения на Сапармурата Ниязова он вернулся в Туркменистан, где был арестован. Основанное им движение позже стало называться Республиканской партией Туркменистана. Лидером партии с 2002 года является Нурмухаммет Ханамов, бывший посол Туркменистана в Израиле и Турции.
Первая конференция деятелей туркменской оппозиции в изгнании прошла в австрийской столице в июне 2002 года. Шихмурадов отказался в ней участвовать. В сентябре 2003 года в Праге оппозиционеры объявили о создании Союз демократических сил Туркменистана (СДСТ) и обвинили руководство государства в грубом нарушении прав человека. Они также заявили об объединении усилий для борьбы с режимом Ниязова и его свержения.
В 2006 году в столице Украины прошла пресс-конференция туркменских оппозиционеров. Лидер Республиканской партии Туркмении заявил, что после смерти «пожизненного президента» Ниязова они хотят вернуться на родину и поучаствовать в президентских выборах.
13 января 2012 года в Туркменистане был принят закон, разрешающий создание политических партий. Живущие в изгнании политики изъявляли желание зарегистрировать партию на родине, причем они не рассчитывали на принятие заявки. Власти не предоставили гарантий безопасности диссидентам при возвращении. По мнению сторонников Республиканской партии, их представителям не удалось бы принять участие в выборах из-за того, что согласно конституции Туркменистана, принимать участие в них могут лишь те, кто прожил на территории страны не менее 15 лет.